# Sri Mulyo (Belitang Mulya)
Sri Mulyo is een bestuurslaag in het regentschap Ogan Komering Ulu van de provincie Zuid-Sumatra, Indonesië. Sri Mulyo telt 3225 inwoners (volkstelling 2010).